# 然杜
然杜（法語：Gindou，法語發音：[ʒɛ̃du]）是法国洛特省的一个市镇，属于卡奥尔区。

## 地理
然杜（44°37'53"N, 1°15'0"E）面积15.65 平方千米，位于法国奧克西塔尼大區洛特省，该省份为法国西南部内陆省份，北起顺时针与科雷兹省、康塔爾省、阿韦龙省、塔恩-加龙省、洛特-加龍省和多尔多涅省接壤。
与然杜接壤的市镇（或旧市镇、城区）包括：萨尔维亚克、莱萨尔克、卡扎勒、代加尼亚克、拉韦康蒂耶尔、蒙克莱拉、蒙热斯蒂、朗普、泰迪拉克。

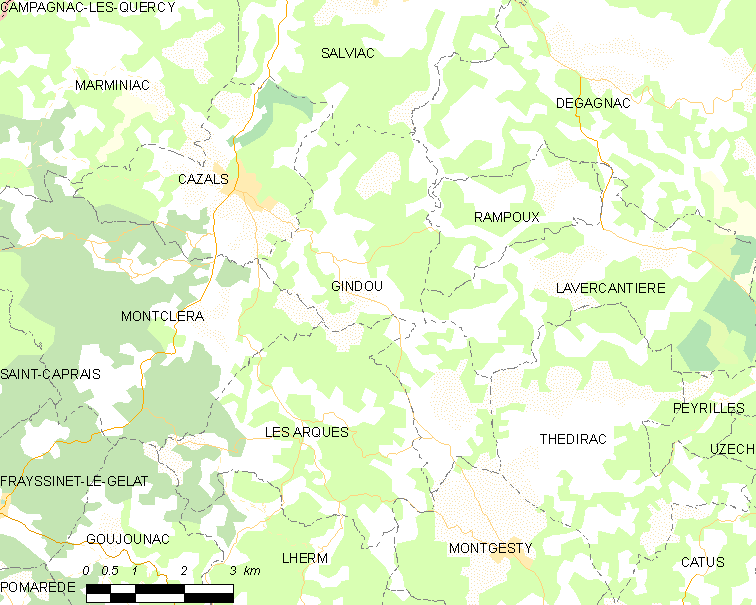
然杜的OSM定位图

然杜的时区为UTC+01:00、UTC+02:00（夏令时）。

## 行政
然杜的邮政编码为46250，INSEE市镇编码为46120。

## 政治
然杜所属的省级选区为古尔东县。

## 人口

1962-2008年间然杜人口变化图示

然杜于2022年1月1日时的人口数量为357人。